# Mizuho Sakaguchi
Mizuho Sakaguchi (阪口 夢穂, Sakaguchi Mizuho, Sakai, 15 oktober 1987) is een Japans voetbalster die als middenvelder speelt bij Nippon TV Beleza.

## Carrière

### Clubcarrière
Sakaguchi begon haar carrière in 2003 bij Speranza FC Takatsuki. Ze tekende in 2006 bij Tasaki Perule FC. In drie jaar speelde zij er 56 competitiewedstrijden. Daarna speelde zij bij FC Indiana (2009) en Albirex Niigata (2010–2011). Ze tekende in 2012 bij Nippon TV Beleza. In 2015, 2016 en 2017 werd zij uitgeroepen tot speler van het jaar.

### Interlandcarrière
Sakaguchi maakte op 19 juli 2006 haar debuut in het Japans vrouwenvoetbalelftal tijdens een wedstrijd om het Aziatisch kampioenschap 2006 tegen Vietnam. Zij nam met het Japans elftal deel aan de wereldkampioenschappen vrouwenvoetbal in 2007, maar Japan werd uitgeschakeld in de groepsfase. Zij nam met het Japans elftal deel aan de Olympische Zomerspelen in 2008 en kwam met Japan tot de halve finale. Zij nam met het Japans elftal deel aan de wereldkampioenschappen vrouwenvoetbal in 2011. Daar stond zij in alle zes de wedstrijden van Japan opgesteld en Japan behaalde goud op het wereldkampioenschap. Zij nam met het Japans elftal deel aan de Olympische Zomerspelen in 2012. Daar stond zij in alle zes de wedstrijden van Japan opgesteld en Japan behaalde zilver op de Spelen. Zij nam met het Japans elftal deel aan de Wereldkampioenschappen vrouwenvoetbal in 2015. Daar stond zij in zes wedstrijden van Japan opgesteld en Japan behaalde zilver op het wereldkampioenschap. Ze heeft 124 interlands voor het Japanse vrouwenelftal gespeeld en scoorde daarin 29 keer.

## Statistieken
| Japans vrouwenvoetbalelftal | Japans vrouwenvoetbalelftal | Japans vrouwenvoetbalelftal |
| Jaar                        | Wed.                        | Dlp.                        |
| --------------------------- | --------------------------- | --------------------------- |
| 2006                        | 7                           | 10                          |
| 2007                        | 5                           | 3                           |
| 2008                        | 17                          | 1                           |
| 2009                        | 0                           | 0                           |
| 2010                        | 4                           | 1                           |
| 2011                        | 14                          | 1                           |
| 2012                        | 14                          | 1                           |
| 2013                        | 7                           | 1                           |
| 2014                        | 17                          | 8                           |
| 2015                        | 12                          | 2                           |
| 2016                        | 6                           | 0                           |
| 2017                        | 13                          | 0                           |
| 2018                        | 8                           | 1                           |
| Totaal                      | 124                         | 29                          |